# Limnophila laricicola
Limnophila laricicola är en tvåvingeart som beskrevs av Alexander 1912. Limnophila laricicola ingår i släktet Limnophila och familjen småharkrankar. Inga underarter finns listade i Catalogue of Life.